# Eleccions legislatives noruegues de 1969
Les eleccions legislatives noruegues de 1969 se celebraren el 7 de setembre de 1969 per a renovar els 155 membres del Storting, el parlament de Noruega. Els més votats foren els laboristes noruecs, però es formà un govern de coalició de dretes dirigit pel centirsta Per Borten, qui fou nomenat primer ministre de Noruega. Tanmateix, el 1971 hagué de dimitir i fou substituït pel laborista Trygve Bratteli, fins que el 1972 el càrrec fou ocupat pel democristià Lars Korvald fins que el 1973 es convocaren noves eleccions.

## Resultats
|         |                                                          |           |      |       |          |        |
| Partits | Partits                                                  | Vots      | Vots | Vots  | Escons   | Escons |
| Partits | Partits                                                  | #         | %    | ± %   | #        | ±      |
|         | Partit Laborista Noruec (Det norske Arbeiderparti)       | 1.004.348 | 46,4 | +3,4  | 74 / 150 | 6      |
|         | Partit Conservador (Høyre)                               | 406.209   | 18,8 | -2,3  | 29 / 150 | 2      |
|         | Partit Liberal (Venstre)                                 | 202.553   | 9,4  | -0,9  | 13 / 150 | 5      |
|         | Partit Democristià (Kristelig Folkeparti)                | 169.303   | 7,8  | -0,3  | 14 / 150 | 1      |
|         | Partit de Centre (Senterpartiet)                         | 194.128   | 9,0  | -0,9  | 20 / 150 | 2      |
|         | Partit Popular Socialista (Sosialistisk Folkeparti)      | 73.284    | 3,4  | +2,5  | 0 / 150  | 2      |
|         | Partit Comunista de Noruega (Norges Kommunistiske Parti) | 21.517    | 1,0  | -0,4  | 0        | 0      |
|         | Fellesliste SF og NKP                                    | 3.203     | 0,2  | +0,2  | 0        | -      |
|         | Partit Democràtic de Noruega (Norges Demokratiske Parti) | 561       | 0,03 | +0,07 | 0        | -      |
|         | Llista Sami (Samealbmot listu/Samefolkets Liste)         | 527       | 0,02 | +,02  | 0        | -      |
|         | Total 2.158.712                                          | 100%      | 100% | 100%  | 155      |        |